# Ефремкинский сельсовет (Хакасия)
Ефремкинский сельсовет — сельское поселение в Ширинском районе Хакасии.
Административный центр — село Ефремкино.

## История
Статус и границы сельского поселения установлены Законом Республики Хакасия от 7 октября 2004 года № 63 «Об утверждении границ муниципальных образований Ширинского района и наделении их соответственно статусом муниципального района, сельского поселения»

## Население
| 2002 | 2010 | 2012 | 2013 | 2014 | 2015 | 2016 |
| ---- | ---- | ---- | ---- | ---- | ---- | ---- |
| 797  | ↘713 | ↘676 | ↘656 | ↘625 | ↘599 | ↘569 |
| 2017 | 2018 | 2019 | 2020 | 2021 |      |      |
| ↘549 | ↘546 | ↘540 | ↘536 | ↘507 |      |      |

## Состав сельского поселения
В состав сельского поселения входят 2 населённых пункта:
| № | Населённый пункт | Тип населённого пункта       | Население |
| - | ---------------- | ---------------------------- | --------- |
| 1 | Ефремкино        | село, административный центр | ↘451      |
| 2 | Трошкин          | аал                          | ↗262      |

## Местное самоуправление
Администрация
с. Ефремкино, Центральная,  3
Глава администрации
- Евдокимов Сергей Леонидович